# Catherine Malabou
Catherine Malabou (Argelia, 1959) es una filósofa francesa que centra sus estudios en la filosofía continental y las neurociencias, así como el feminismo y la política. Es una estudiosa de la filosofía alemana contemporánea, con Hegel y Heidegger como principales exponentes, a los que dedica su tesis doctoral (L’Avenir de Hegel, plasticité, temporalité, dialectique) —dirigida y prologada por Jacques Derrida—, así como de la filosofía francesa. Ha contribuido a la filosofía con el concepto de ontología plástica, situada en la línea del deconstructivismo de Derrida, con quien escribió Voyager avec Jacques Derrida - La Contre-allée (1999), donde cuentan la relación entre viaje y destino, hecho y verdad, en el contexto de que todo lo que ocurre deriva. A Que faire de notre cerveau? (2004, ¿Qué hacer con nuestro cerebro?) Malabou se sumerge en el campo neurocientífico con la máxima: "Los hombres hacen su propio cerebro pero no lo saben". Explora la plasticidad neuronal, la personalidad, la libertad, conceptos clave de esta obra que Malabou relaciona poderosamente con la sociopolítica. Fundamental para entender el pensamiento deconstruccionista es La Plasticité au soir de l’écriture : Dialectique, destruction, déconstruction (2005) a Derrida, Hegel y Heidegger. Su última publicación, Sois mon corps (2010), escrita con Judit Butler, ofrece una lectura contemporánea sobre la dialéctica de la dominación y la servitud hegeliana en relación con el cuerpo y su delegación o negación. Catherine Malabou estudió en la École normal supériure de Fontenay-Saint-Cloud de Lyon y en la Sorbonne. Ha sido profesora de La universidad de Nanterre, así como Berkeley, Buffalo y la New School for Social Research de Nueva York. Actualmente es profesora en el Centre for Modern European Philosophy de la Universidad Kingston, en el Reino Unido, y en la European Graduate School.

## Obra
- L'Avenir de Hegel. Plasticité, temporalité, dialectique, Paris, J. Vrin, « Bibliothèque d'histoire de la philosophie », 1994. ISBN 2-7116-1284-8 ( en castellano publicada por La Cebra, 2015).

- La Contre-allée, con Jacques Derrida, Paris, La Quinzaine littéraire - L. Vuitton, diffusion Harmonia Mundi, « Voyager avec », 1999. ISBN 2-910491-08-0

- Plasticité, (dir.), Paris, Léo Scheer, 2000. ISBN 2-914172-06-0

- Le Change Heidegger. Du fantastique en philosophie, Paris, Léo Scheer, « Non & non », 2004. ISBN 2-915280-19-3

- La Plasticité au soir de l'écriture. Dialectique, destruction, déconstruction, Paris, Léo Scheer, « Variations », 2004. ISBN 2-915280-63-0  (en castellano por Elago Editiones, 2008)

- Que faire de notre cerveau ? Paris, Bayard, « Le temps d'une question », 2004. ISBN 2-227-47305-3 Réed. 2011. (en castellano, Arena, 2004)

- Les Nouveaux Blessés. De Freud à la neurologie, penser les traumatismes contemporains, Paris, Bayard, 2007. ISBN 978-2-227-47475-8

- Ontologie de l'accident, Paris, Léo Scheer, « Variations », 2009. ISBN 978-2-7561-0160-6

- La Chambre du milieu. De Hegel aux neurosciences, Paris, collection « Le Bel Aujourd'hui », Éditions Hermann, 2009. ISBN 9782705667795

- Changer de différence, Paris, Galilée, 2009. ISBN 9782718608020

- La Grande Exclusion, con Xavier Emmanuelli, Paris, Bayard, 2009. ISBN 978-2-227-47915-9

- Sois mon corps, con Judith Butler, Paris, Bayard, 2010. ISBN 978-2227481442

- Self And Emotional Life, Philosophy, Psychoanalysis, And Neuroscience, con Adrian Johnston, New York, Columbia University Press, 2013.

- Avant demain. Épigenèse et rationalité, Paris, P.U.F., 2014. ISBN 978-2130630456.

- Métamorphoses de l‘intelligence, Paris, P.U.F., 2018. ISBN 9782130799016